# Grote klaproos
De grote of gewone klaproos (Papaver rhoeas) is een eenjarige plant uit de papaverfamilie (Papaveraceae). Deze plant kan tot circa 80 cm hoog worden en bevat een wit melksap. De bloemen zijn groot en scharlakenrood. De bloemen van de bleke klaproos (Papaver dubium) zijn meer oranjeachtig van kleur.
Het blad is borstelig behaard en veerdelig met getande slippen.
De plant bloeit op lange stelen in de bladoksels. De bloeitijd is van juni tot juli. De bloem is rood en heeft een zwarte vlek aan de voet van het kroonblad. De bloemen zijn 7–10 cm in doorsnede. Er zijn veel meeldraden die een donkerpaarse helmknop hebben. De grote klaproos heeft een schijfvormige stempel met zeven tot twaalf stralen. De bloemblaadjes bevatten een stof die vergelijkbaar is met opium.
De vrucht is een omgekeerd eivormige doosvrucht, die 1–2 cm lang kan worden. De vrucht heeft een deksel, waaronder uit de porierand de zaadjes worden verspreid.

## Symboliek
Vroeger werd gedacht dat de plant groeide op de plaats waar iemand vermoord was en dat het bloed door de plant werd opgenomen en bewaard in de bloembladen. Daarom dacht men dat dit de oorzaak was van de vele klaprozen op het slagveld. In werkelijkheid is de oorzaak dat de zaden pas kiemen als ze aan licht worden blootgesteld. Doordat het slagveld omgewoeld werd, kwamen de zaden aan het licht en kiemden.
Het meest neutrale en internationaal verspreide symbool voor de in de Eerste Wereldoorlog gesneuvelde geallieerde soldaten aan de IJzer, is de klaproos. De Amerikaanse Moina Belle Michael besloot in 1918, na de wapenstilstand, altijd een klaproos te dragen. Andere vrouwen namen dit over en gingen de bloemen verkopen. De opbrengst ging naar de weduwen en kinderen van de gesneuvelde soldaten en naar invalide soldaten. In Frankrijk kreeg dit in 1921 navolging en in Engeland in 1922.
In Groot-Brittannië is de klaproos als "Remembrance poppy" uitgegroeid tot symbool voor alle gesneuvelde soldaten. De non-profitorganisatie die zich bekommert om oorlogsslachtoffers en hun nabestaanden heet er Poppy Appeal.

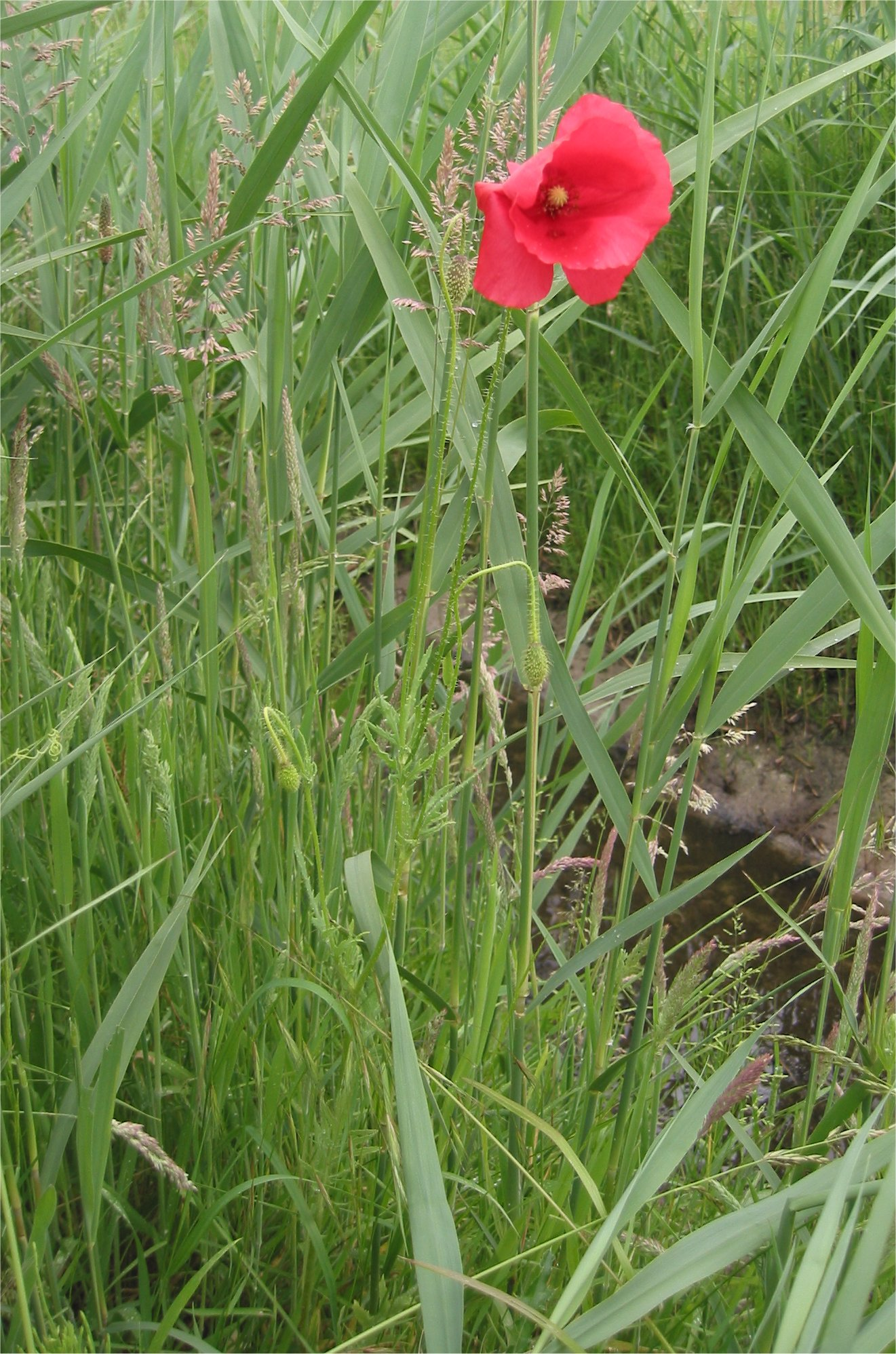
Plant
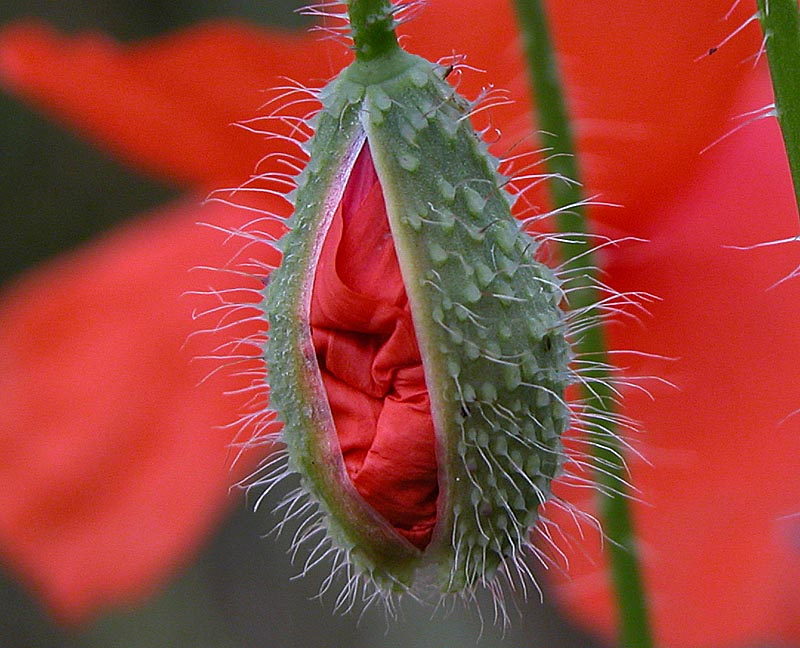
Bloemknop
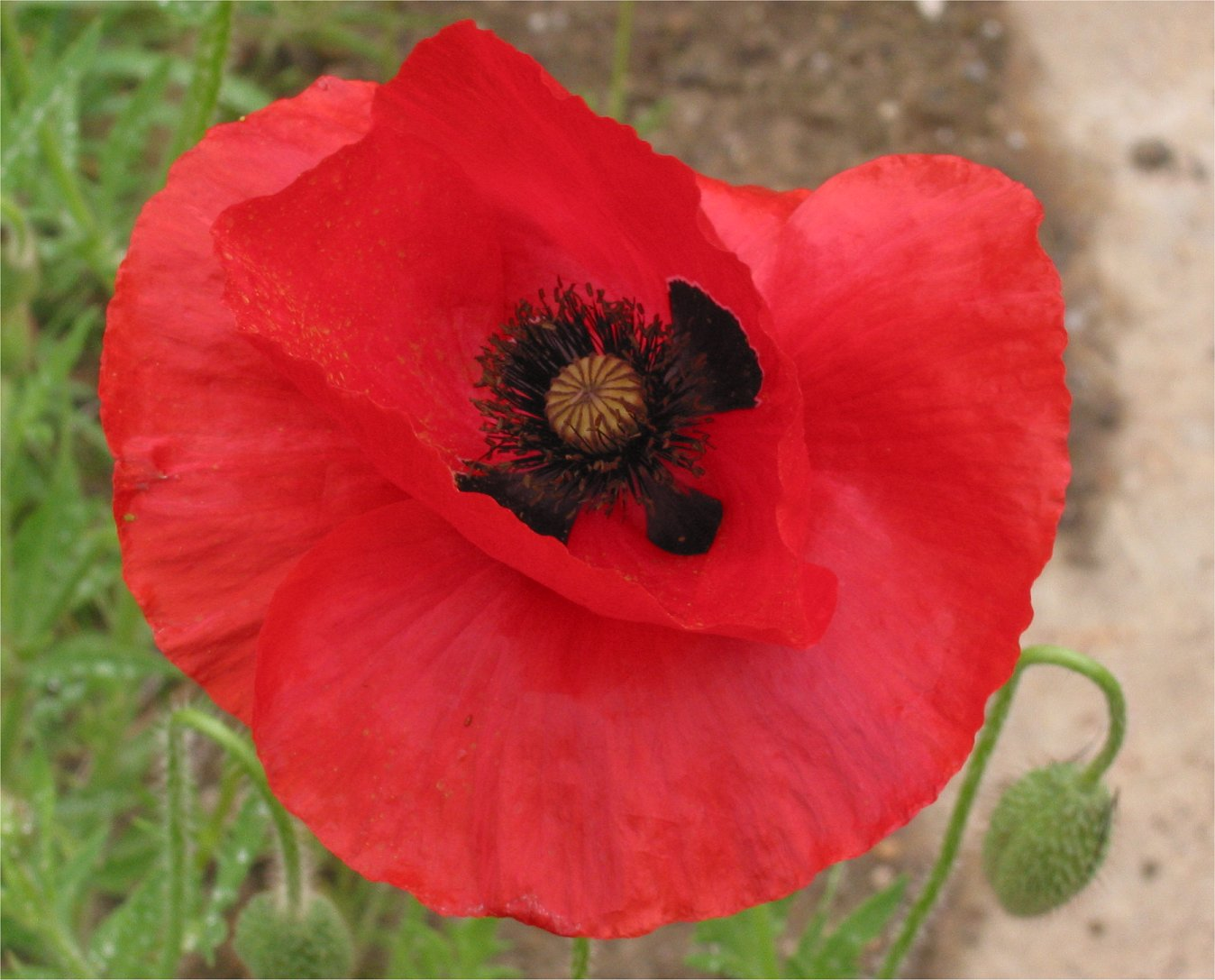
Bloem
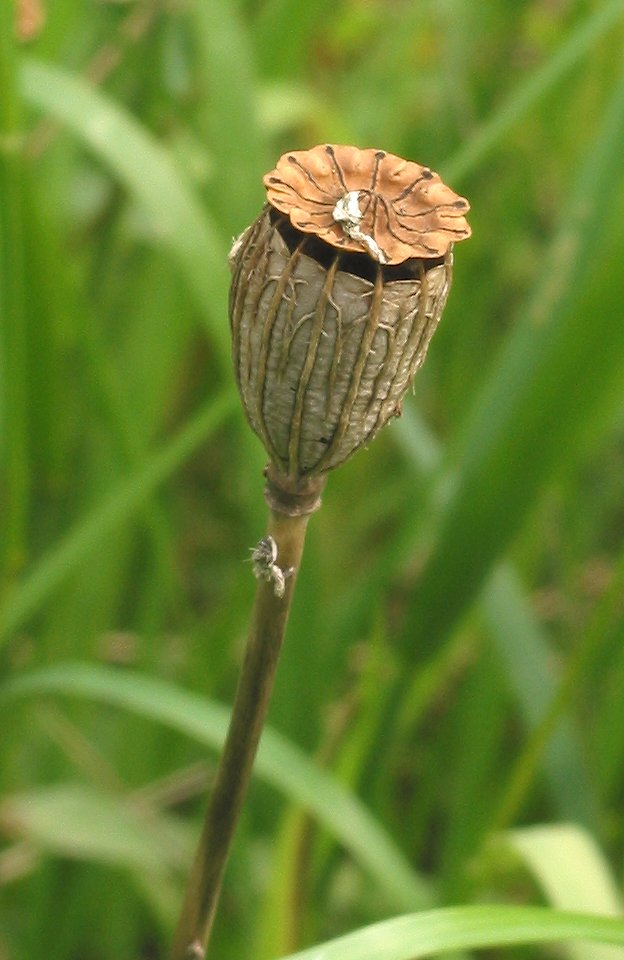
Vrucht
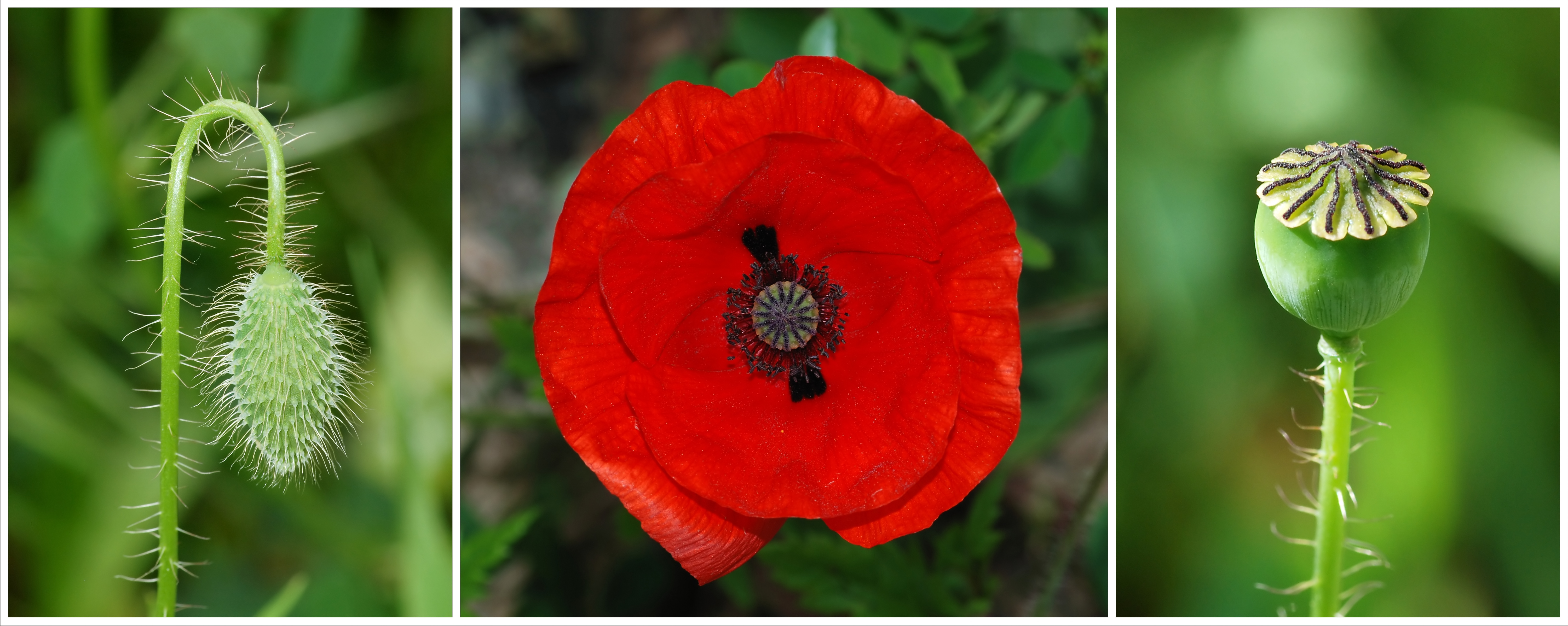
Drie verschillende stadia van de grote klaproos